# Tortella alpicola
Tortella alpicola är en bladmossart som beskrevs av Hugh Neville Dixon 1929. Tortella alpicola ingår i släktet kalkmossor, och familjen Pottiaceae. Inga underarter finns listade i Catalogue of Life.